# Antony Joly (homme politique, 1868-1935)
 (juillet 2025).
Pour les articles homonymes, voir Antony Joly et Joly.
Antony Joly, né le 8 mars 1868 à Reims (Marne) et mort le 12 août 1935 à Paris (Seine), est un homme politique français.

## Détail des fonctions et des mandats
Mandats parlementaires
- 20 mai 1906 - 31 mai 1910 : Député des Basses-Alpes
- 8 mai 1910 - 31 mai 1914 : Député des Basses-Alpes

## Sources
- « Antony Joly (homme politique, 1868-1935) », dans le Dictionnaire des parlementaires français (1889-1940), sous la direction de Jean Jolly, PUF, 1960 [détail de l’édition]